# Zaječice (Pyšely)
Zaječice jsou vesnice, část města Pyšely v okrese Benešov. Nachází se asi 2 km severně od Pyšel. V roce 2009 zde bylo evidováno 133 adres. Zaječice je také název katastrálního území o rozloze 3,17 km².

## Název
Název vesnice je odvozen ze staročeského osobního jména Zajiec ve významu ves lidí Zajícových. V historických pramenech se jméno vesnice vyskytuje ve tvarech: de Zaiacics (1194), de Zayeticz (1362), in Zagiecziczich (1394), de Zagyeczicz (1406), in Zagieczicz (1437), z Zaječic (1465), Zagecžicz (1544), Zageczicze (1654), Zagecžicze (1788) a Zaječice (1848). Jiná varianta původu jména název odvozuje od lovu zajíců, kterých mělo v okolí nově založené vsi žít velmi mnoho, proto se ves stávala oblíbeným loveckým cílem.

## Historie
První písemná zmínka o vesnici pochází z roku 1194, kdy byly sídlem Martina ze Zaječic. Do téže doby klade August Sedláček vznik zdejší tvrze a spojuje ji i s řadou následujících písemně doložených majitelů ze 13. až 16. století.  Další zmínky pocházejí z druhé poloviny 14. století, kdy jsou jako držitelé části této vsi jmenováni Oldřich z Říčan a jeho syn Jimram. Protože Jimram zemřel v roce 1394 bez potomků, přihlásili se jako dědicové jeho dílu vsi bratři Oldřich, Mikuláš a Jan z Říčan. Tento rod pak držel ves až do poloviny 15. století.
Tvrz, i kdybychom nevěřili písemným zprávám o panském sídle, je doložena ještě při rozebírání zdí na konci 18. století a následně archeologickými nálezy v průběhu stavby nové silnice.
Od rodu z Říčan koupil na počátku 60. let 15. století jejich díl Jan Přezlecký z Přezletic a ze Sluh, přičemž druhou část vsi držel Heřman ze Sulic. Tito dva majitelé se mezi sebou často přeli kvůli zaječickým polnostem, které nebyly jasně vymezené ve prospěch toho či onoho. V průběhu 16. století se majitelé Zaječic velmi často střídali, nejdéle je držel zřejmě rod Hrzsků ze Mšena (1553–1587). V roce 1587 byly pak Zaječice přikoupeny ke statku Pyšely, u kterého setrvaly až do správní reformy v roce 1848.

## Obecní správa
V letech 1850–1910 k obci patřily Pětihosty.